# Anda mi madre
Anda mi madre es una obra de teatro en tres actos de Juan José Alonso Millán, estrenada en 1990.

## Argumento
El autor aborda en tres historias la misma problemática, pero desde la perspectiva de tres familias distintas: la pobre, la de clase media y la acomodada. El nexo de unión es el tratamiento que se da en cada una de ellas a la tercera edad, a las abuelas. En el primer caso, Eloísa aspira a ingresar a su suegra Ignacia en una residencia; en el segundo, la familia pretende vivir por encima de sus posibilidades y preparan una cena con invitados de postín, en Maruja se siente avergonzada por las torpezas de Nazaria, su suegra; en el tercero, la famosa Pochola que vive de las revistas del corazón, se rompe la cabeza para hacerse con los millones de Rosario su madre y la hija de Pochola Chicha.

## Estreno
- Teatro Muñoz Seca, Madrid, 21 de agosto de 1990. 
  - Dirección: Juan José Alonso Millán.
  - Escenografía: Javier Mampaso.
  - Intérpretes: Analía Gadé (Eloísa, Maruja y Pochola), Gracita Morales (Ignacia), Margarita García Ortega (Nazaria), Lilí Murati (Rosario), Marisa Lahoz, Carmen Roldán, Manuel Salguero, María Luisa Bernal, Nino Bastida y Sol de Diego (Chicha).